# Malataverne
Malataverne település Franciaországban, Drôme megyében. Lakosainak száma 2238 fő (2022. január 1.). Malataverne Allan, Châteauneuf-du-Rhône, Donzère, Les Granges-Gontardes és Roussas községekkel határos.

## Népesség
A település népességének változása:
| Lakosok száma | 480  | 985  | 1289 | 1598 | 1929 | 1964 | 2012 | 2182 | 2198 | 2238 |
|               | 1968 | 1982 | 1990 | 2006 | 2013 | 2015 | 2017 | 2019 | 2020 | 2022 |